# Sistema multiagent

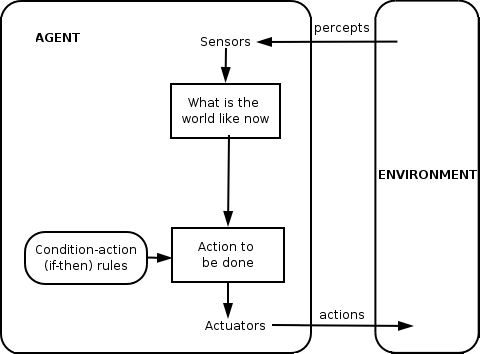
Agent reflex simple

Un sistema multiagent (MAS o "sistema autoorganitzat") és un sistema informatitzat format per múltiples agents intel·ligents que interactuen. Els sistemes multiagent poden resoldre problemes que són difícils o impossibles de resoldre per a un agent individual o un sistema monolític. La intel·ligència pot incloure enfocaments metòdics, funcionals, procedimentals, cerca algorítmica o aprenentatge de reforç.

Agent d'aprenentatge

Malgrat una superposició considerable, un sistema multiagent no sempre és el mateix que un model basat en agents (ABM). L'objectiu d'un ABM és buscar una visió explicativa del comportament col·lectiu dels agents (que no necessàriament han de ser "intel·ligents") obeint regles senzilles, normalment en sistemes naturals, en lloc de resoldre problemes concrets pràctics o d'enginyeria. La terminologia de l'ABM tendeix a utilitzar-se més sovint en la ciència, i el MAS en enginyeria i tecnologia. Les aplicacions on la investigació de sistemes multiagent pot oferir un enfocament adequat inclouen el comerç en línia, la resposta a desastres, la vigilància d'objectius i la modelització de l'estructura social.

## Concepte
Els sistemes multiagent estan formats per agents i el seu entorn. Normalment, la investigació de sistemes multiagent es refereix als agents de programari. Tanmateix, els agents en un sistema multiagent podrien ser igualment robots, humans o equips humans. Un sistema multiagent pot contenir equips combinats d'agents humans.
Els agents es poden dividir en tipus que abasten de simples a complexos. Les categories inclouen:
- Agents passius o "agent sense objectius" (com ara obstacle, poma o clau en qualsevol simulació senzilla)
- Agents actius amb objectius senzills (com els ocells en ramat, o llop-ovella en el model presa-depredador)
- Agents cognitius (càlculs complexos)

Els entorns d'agent es poden dividir en:
- Virtual
- Discret
- Contínua

Els entorns d'agent també es poden organitzar segons propietats com ara l'accessibilitat (si és possible recollir informació completa sobre l'entorn), el determinisme (si una acció provoca un efecte definit), la dinàmica (quantes entitats influeixen en l'entorn en el moment), la discreció (si el nombre d'accions possibles en l'entorn és finit), l'episodicitat (si les accions de l'agent en determinats períodes influeixen en altres períodes), i la dimensionalitat (si les característiques espacials són factors importants de l'entorn i l'agent considera l'espai en la seva presa de decisions). Les accions de l'agent solen ser mediades mitjançant un programari intermediari adequat. Aquest middleware ofereix una abstracció de disseny de primera classe per a sistemes multiagent, proporcionant mitjans per governar l'accés als recursos i la coordinació d'agents.

## Aplicacions
Els MAS no només s'han aplicat a la recerca acadèmica, sinó també a la indústria. Els MAS s'apliquen en el món real a aplicacions gràfiques com els jocs d'ordinador. S'han utilitzat sistemes d'agents en pel·lícules. Es recomana àmpliament el seu ús en xarxes i tecnologies mòbils, per aconseguir un equilibri de càrrega automàtic i dinàmic, una gran escalabilitat i xarxes d'autocuració. S'utilitzen per a sistemes de defensa coordinats.
Altres aplicacions inclouen transport, logística, gràfics, fabricació, sistemes d'alimentació, xarxes intel·ligents i GIS.
Així mateix, la Intel·ligència Artificial de Sistemes Multiagents (MAAI) s'utilitza per a la simulació de societats, amb la finalitat de ser útil en els camps del clima, l'energia, l'epidemiologia, la gestió de conflictes, el maltractament infantil, .... Algunes organitzacions que treballen en l'ús de models de sistemes multiagent inclouen Center for Modeling Social Systems, Center for Research in Social Simulation, Center for Policy Modelling, Society for Modeling i Simulation International.
El trànsit de vehicles amb vehicles autònoms controlats es pot modelar com un sistema multiagent que implica dinàmiques de multituds. Hallerbach et al. van discutir l'aplicació d'enfocaments basats en agents per al desenvolupament i validació de sistemes de conducció automatitzats mitjançant un bessó digital del vehicle en prova i simulació de trànsit microscòpica basada en agents independents. Waymo ha creat un entorn de simulació multiagent Carcraft per provar algorismes per a cotxes autònoms. Simula les interaccions de trànsit entre conductors humans, vianants i vehicles automatitzats. El comportament de les persones és imitat per agents artificials basats en dades del comportament humà real.